# Неосуществлённые проекты тепловозов начала XX века в России и СССР
В список включены Неосуществлённые проекты тепловозов начала XX века в России и СССР

## Ранние отечественные проекты тепловозов (1904—1915 гг.)

### Нефтевоз Владикавказской железной дороги (1904—1913 гг.)
В 1904 г. работники Владикавказской железной дороги разработали технический проект локомотива, объединяющего в себе паросиловую установку и двигатель внутреннего сгорания. Первоначально такие локомотивы назывались нефтевозами.
Первым типом нефтевоза был паровоз с дополнительным нефтяным двигателем. В передней части такого локомотива располагалась двухцилиндровая паровая машина, а в задней — двигатель внутреннего сгорания, имеющий два воздушных и два рабочих цилиндра. Воздушные цилиндры располагались внутри рамы и подавали сжатый до 35 атм воздух в рабочие цилиндры, находящиеся снаружи рамы. При поступлении в цилиндры сжатый воздух захватывал нефть, подаваемую специальным насосом, и вдувал её в цилиндры. Нефть сгорала под влиянием высокой температуры сжатого воздуха при постоянном давлении.
В 1906 и 1913 гг. изучались вопросы улучшения тепловых процессов нефтевоза, а также различные варианты расположения цилиндров и кинематической связи двигателя с движущими колёсами.

### Тепловозы непосредственного действия инженеров Ташкентской железной дороги (1905—1913 гг.)
По идее авторов проекта, главным валом двигателя тепловоза (как и в паровозе) должна быть одна или несколько осей колёсных пар. В то же время они предлагали изменить отношение чисел оборотов главного вала дизеля, то есть осей и колёс локомотива. В этом случае дизель можно было пустить в ход ещё во время стоянки локомотива, и остановить при вращающихся колёсах. Для заклинивания колёс на осях или расцепления их инженером А. И. Липецом была разработана пневматическая муфта.

Муфта А. И. Липеца

Муфта (см.рисунок) состоит из ступицы 1, отлитой вместе с колёсами, корпуса 6, соединённого с нею болтами, и чугунного поршня 7, который может скользить вдоль ступицы и благодаря шпонке 8 вращаться только с ней. Иными словами, ступица, корпус и шпонка должны вращаться вместе с колёсами. Насадка 9 шпонкой 10 жёстко соединяется с осью 11, которая должна приводиться во вращение дизелем. Направляя сжатый воздух через кольцо 4 в полость 5 и сдвигая тем самым поршень 7 влево, можно было заклинить колесо с осью. Подачей воздуха через кольцо 2 в полость 3 производится расцепка их. При такой конструкции наиболее трудно было подвести к вращающимся муфтам сжатый воздух из резервуаров, укрепленных на раме локомотива.
Проверка работоспособности такой передачи была произведена на паровозе типа 0-3-0 серии Т с наружными рамами. Муфта, изготовленная Оренбургскими мастерскими, работала неудовлетворительно (вследствие значительной утечки воздуха).
В июле 1914 г. были выданы кредиты на постройку двух опытных тепловозов непосредственного действия, равных по мощности паровозу типа 1-4-0 серии Щ по проекту, разработанному в 1913 г., однако в связи с началом Первой мировой войны проект не был осуществлён.
Особенностью проекта, кроме пневматической муфты, являлась брусковая рама специальной формы для установки двух четырёхцилиндровых V — образных дизелей, а также наклонное расположение цилиндров с отбойными валами.
Одновременно с проектированием тепловоза с пневматической муфтой на той же Ташкентской железной дороге разрабатывался проект тепловоза по идее В. А. Штукенберга (начальника Ташкентской дороги, 1910 г.), состоящей в том, что на тендере одного из существующих паровозов устанавливался дизель — компрессор, откуда сжатый до 12 атм воздух поступал в цилиндры паровой машины. При разработке этого проекта встретились большие затруднения, основный из которых было падение температуры воздуха при расширении ниже нуля, что при наличии влаги в воздухе вызывало замораживание цилиндров.

### Тепловоз с электрической передачей (1905 г.)
К ранним проектам тепловозов относится проект автономного электровоза, предложенный инженером Н. Г. Кузнецовым и полковником А. И. Одинцовым. Проектом предусматривалась установка на раме локомотива двух вертикальных четырёхцилиндровых двигателей судового типа (мощностью по 180 л.с. каждый), соединённых с генераторами трёхфазного тока, которые вырабатывали ток для питания четырёх тяговых электродвигателей. Рама и кузов локомотива опирались на две двухосные тележки (осевая формула 20 — 20).
Схема предусматривала два поста управления, расположенных по концам локомотива. Авторы намечали в дальнейшем разработать проект аналогичного тепловоза, но с установкой двигателей общей мощностью до 1000 л.с.
О своих проектах авторы 8 декабря 1905 г. сделали сообщение на заседании Русского технического общества в Петербурге, которое одобрительно отнеслось к проектам, однако ни одного тепловоза построено не было.

### Тепловоз Коломенского завода (1909 г.)
В 1909—1913 гг. Коломенский завод под руководством Ф. Х. Мейнеке разработал проект тепловоза с двигателем мощностью 1000 л.с. и электрической передачей. На главной балке, опирающейся на две четырёхосные тележки, размещалась дизель-генераторная группа, состоящая из двух трёхцилиндровых дизелей, приводящих во вращение один тяговый генератор, расположенный между ними.

Тепловоз Коломенского завода

Током от генератора питались четыре тяговых электродвигателя, установленные на двух средних осях каждой тележки (осевая формула 1 — 20 — 1 + 1 — 20 — 1). Предполагалось, что служебная масса тепловоза будет 116 т, а сцепная — 64 т (нагрузка от движущей оси 16 т и от поддерживающей 13 т). Большая масса тепловоза объяснялась тем, что дизели были взяты слишком тихоходными (частота вращения коленчатого вала 300 об/мин).

### Тепловоз Гриневецкого — Ошуркова (1906—1916 гг.)
Большие работы по созданию особотихоходного реверсивного двигателя, удовлетворяющего требованиям железнодорожной службы, были выполнены профессором МВТУ В. И. Гриневецким. В. И. Гриневецкий считал, что:
а) локомотиву необходим двигатель, специально сконструированный для тяги;
б) передачи между двигателем и колёсами принципиально не должно быть;
в) двигатель внутреннего сгорания должен быть наиболее простым и в то же время наиболее экономичным.
В привилегии, заявленной 13 октября 1906 г., Гриневецкий выдвинул ряд принципиальных технических требований к тепловозному двигателю.
По мнению В. И. Гриневецкого, реверсивный тепловой двигатель должен удовлетворять следующим требованиям:
- надёжно работать при разных нагрузках, скоростях хода и направлениях вращения;
- легко пускаться в ход под нагрузкой;
- быть компактным;
- иметь значительную удельную мощность при малых поршневых усилиях и наиболее экономичный рабочий процесс;
- процесс горения должен автоматически регулироваться изменением состава и количества горючей смеси, давления и быстроты сгорания топлива.

Желая по возможности уменьшить поршневые усилия и придать своему двигателю наибольшую компактность, В. И. Гриневецкий осуществил цикл Дизеля в трёх цилиндрах.
В начале 1908 г. Путиловский (ныне Кировский) завод разработал рабочие чертежи опытного двигателя Гриневецкого. Этот двигатель был построен в 1909 г. на том же заводе.

Двигатель В. И. Гриневецкого

В воздушном цилиндре 1 (см. рисунок) происходит предварительное сжатие рабочего воздуха, в цилиндре 2 — последующее сжатие, горение и расширение, которое затем продолжается в расширительном цилиндре 3, откуда продукты горения выталкиваются наружу.
Охлаждаемый поршень цилиндра 2 служит в то же время выпускным золотником для цилиндра 3. Цилиндры 1 и 3 имеют шатуны, расположенные почти под прямым углом, что облегчает разгон, совершаемый воздухом. Благодаря такому расположению цилиндров перемена хода достигается почти без перестановки распределительных органов обращением цилиндра 1 в расширительный, а цилиндра 3 — в воздушный.
В 1909—1912 гг. были произведены испытания двигателя, которые затянулись из-за его некоторых отдельных недостатков, а затем были прекращены по причине отсутствия средств. Испытания показали, что процесс горения в цилиндрах протекает нормально, начиная со 120 об/мин.
На основе работ над двигателем своей системы В. И. Гриневецкий при участии инженера Б. М. Ошуркова разработал проект пассажирского тепловоза, эквивалентного по мощности паровозу типа 2-3-0 серии КУ и грузового, эквивалентного паровозу типа 0-5-0 серии Э. Тепловоз совершенно симметричен и с каждой стороны имеет по одному двигателю, главным валом которых служат оси колёсных пар. При этом малый цилиндр 4 (диаметр 280 мм и ход поршня 700 мм) В. И. Гриневецкий расположил внутри рамы, а большие 6 воздушно-расширительные (диаметр 600 мм и ход поршня 700 мм) — снаружи. Для удобства обслуживания и контроля за процессом сгорания малые цилиндры расположены наклонно и выведены в кузов.

Тепловоз Гриневецкого — Ошуркова

Оба тепловоза были спроектированы без передачи и поэтому при нормальной работе они имели бы постоянную силу тяги. Для возможности её изменения Гриневецкий предвидел перегрузку двигателя на 75 % путём изменения среднего индикаторного давления.
Исходя из результатов испытания опытного двигателя, авторы предполагали установку на тепловозе больших воздушных резервуаров 3 объёмом 60 м3. В схеме также были предусмотрены подогреватель 1 для нагревания воздуха перед поступлением его в цилиндр, топливные баки 2 и вспомогательный дизель — компрессор 5 мощностью 250 л.с.
Двигатель Гриневецкого был способен устойчиво работать при переменном числе оборотов и при изменении среднего индикаторного давления в широких пределах, имея при этом достаточно низкий расход топлива.
Такой двигатель предполагалось разместить на раме в виде двух — трёх блоков (по три цилиндра в каждом) в зависимости от намеченной мощности, а по концам двигателя установить гидромуфты и далее постоянный редуктор к карданной передаче на оси передней и задней тележек.
При такой схеме расположения двигателя отпадают:
- громоздкое устройство для получения сжатого воздуха, который потребуется только для пуска двигателя;
- тяговая передача, так как необходимые тяговые режимы будут выполняться двигателем, а трогание с места и разгон — двигателем и гидромуфтой;
- дышловый привод, коленчатые оси и др.

### Тепловоз Лонткевича
В 1915 г. инженером Е. Е. Лонткевичем был предложен проект тепловоза, по которому между главным двигателем и движущими осями предусматривалась установка механической коробки передач с тремя передаточными числами. Реверсирование должно было осуществляться включением дополнительных зубчатых колёс или изменением направления вращения вала двигателя. Для сцепления отдельных зубчатых передач имелось в виду применить фрикционные муфты, которые легко и быстро могли бы включаться и выключаться. В первой компоновке тепловоза Лонткевич предусматривал дополнительную передачу, специально предназначенную для тихого хода и маневрирования с двойным преобразованием энергии (в частном случае электрическую передачу). Однако в последующем автор отказался от применения вспомогательного двигателя и электропередачи, а предложил специальные скользящие сцепления.
На тепловозе предполагалось установить двухтактный дизель 1 простого действия (диаметр цилиндров 400 мм и ход поршня 550 мм), коробку передач 2 с тремя ступенями, на которых касательная сила тяги составляет 8000, 5550 и 4500 кГ при скоростях соответственно 56, 80 и 100 км/ч; холодильник 3 для воды и масла, компрессор 4, топливные баки 5 и пусковые баллоны 6. Согласно расчётам автора, тепловоз должен развивать на ободе колёс мощность до 1630 л.с., а на валу двигателя — 1870 л.с. (при к.п.д. 16 — 20 %).

Тепловоз Лонткевича

Слабым местом такого тепловоза была передача. Сочетание зубчатой передачи с шатунным механизмом при резко переменном крутящем моменте могло бы быть источником грохота в передаче и ударов в спарнике.

### Тепловоз с механическим генератором газа
В 1912 — 13 гг. в МВТУ студент А. Н. Шелест под руководством профессора В. И. Гриневецкого разработал оригинальный дипломный проект тепловоза.
В 1912 г. А. Н. Шелест предложил новый принцип работы тепловых двигателей, применив механический генератор сжатых газов. Придерживаясь схемы тепловоза В. А. Штукенберга, А. Н. Шелест в отличие от него предлагал применить в цилиндрах паровозного типа не воздух, а продукты горения с впрыскиванием в них воды для понижения температуры.
По мысли автора, тепловоз должен был иметь два двигателя: первичный (генератор газа), как бы заменяющий собой паровозный котёл, и вторичный — поршневую машину (по типу паровозной), работающую этим газом. Между этими двумя двигателями не должно быть никакой кинематической связи.
Тепловоз системы Шелеста должен был работать следующим образом.

Тепловоз системы А. Н. Шелеста и диаграмма работы его двигателя

Воздух, сжатый в зарядном компрессоре 1 до 3 — 4 атм, поступает в воздушный ресивер 2 и затем (в период впуска) через впускной клапан в цилиндр 3 сгорания, заполняя весь его полезный объём ka (см. график). В нижней мёртвой точке хода поршня цилиндр сгорания разобщается от воздушного ресивера и воздух при ходе поршня вверх сжимается по линии ab до 60 атм. Около верхней мёртвой точки впрыскивается нефть, которая сгорает по линии bc, а с точки c начинается расширение газов по линии cd. Около точки d в цилиндр впрыскивается вода с воздухом для охлаждения газов. В точке е открывается выпускной клапан и при ходе поршня по линии ef газы при давлении 9 атм и температуре 380—400 °C выталкиваются в специальный газовый ресивер 4. В точке f выпускной клапан закрывается, а оставшиеся газы с ходом поршня вниз расширяются по линии fk до точки k, где вновь открывается впускной клапан, воздух из воздушного ресивера вновь впускается в цилиндр сгорания и цикл повторяется. Из заряженного таким образом газового ресивера горячие газы поступают в поршневую тяговую машину 5.
Особый регулятор регулирует совместную работу машины 5, газового ресивера 4 и генератора газов.
Число оборотов вторичного двигателя, непосредственно связанного с движущими колёсами, определяется скоростью тепловоза, а его мощность и сила тяги, как и в паровозе — давлением впуска и степенью наполнения цилиндров, причём сила тяги может возрастать при уменьшении скорости.

## Проекты тепловозов 1925—1945 гг

### Проект тепловоза И. Ф. Ядова (1925 г.)
Тепловоз состоит из трёх основных групп. Первую группу образует шестицилиндровая паровоздушная компрессорная установка 1 мощностью 900—1000 л.с., приводимая в действие двигателями 4 внутреннего сгорания с двухступенчатыми поршнями 3 и не связанная кинематически с осями локомотива. Воздух, сжатый в компрессорах 1,6 атм, через нагнетательные клапаны и продувочные отверстия поступает в цилиндр двигателя 4 в конце хода поршня 3 вниз. Продукты горения из цилиндра 2 уходят в выпускную трубу 5 и через паровой котёл 7 в атмосферу, отдав часть своей теплоты воде. В полости 2 пар смешивается с воздухом. Смесь сжимается до 8 атм и поступает в ресивер 6.
Вторую группу составляют двухцилиндровый двухтактный двигатель 9 внутреннего сгорания высокого давления одностороннего действия и двигатель 10 низкого давления паровозного типа. Продувочный воздух в смеси с паром из полости 2 поступает в цилиндры двигателя 9, который через штоки 11, ползуны 12 и шатуны 13 приводит в движение коленчатые оси 14. Два цилиндра двигателей 10 низкого давления, работающие охлаждёнными отработавшими газами от двигателя 9, расположены снаружи рамы и также приводят в движение коленчатую ось 14.
Третья группа состоит из парового котла 8, используемого для охлаждения отработавших продуктов горения двигателей высокого давления, котла 7, воспринимающего тепло отработавших газов двигателя 4, и ресивера 6.
Тепловоз И. Ф. Ядова работает следующим образом. Прежде всего воздухом из запасного резервуара (или паром из котла 7) запускается вхолостую двигатель первой группы. Затем тепловоз приводится в движение цилиндрами 10, в которых работает смесь сжатого воздуха и пара. Как только скорость достигнет 10 — 15 км/ч, соответствующие клапаны перекрываются и паровоздушная смесь под давлением 5-8 атм поступает в цилиндры двигателя 9. Здесь смесь сжимается до 40 атм, после чего подаётся топливо под давлением 80 — 200 атм. Отработавшие газы поступают в котёл 8 и, проходя по дымогарным трубам, отдают тепло воде. Паром этого котла можно было в любое время привести в действие двигатели первой группы. Также его предполагалось добавлять к сжатому воздуху при работе тепловоза на манёврах и при трогании с места, чтобы температура воздуха в конце расширения не упала ниже нуля.
Цилиндры двигателя 10 увеличивают мощность двигателя непосредственного действия почти в два раза, в результате его масса на 1 л.с. уменьшается, что и является оригинальной особенностью тепловоза системы Ядова.
И. Ф. Ядов считал, что его тепловоз будет иметь к.п.д. около 35 % и сможет перемещать поезда с высокой скоростью, стоимость тепловоза благодаря меньшей массе, приходящейся на 1 л.с., не превысит стоимости паровоза.

### Тепловоз Сидорова (1924-25 гг.)
При создании проекта Г. С. Сидоров считал, что от тепловозного дизеля требуется нормальная работа на равнинном участке пути, форсированная на подъёме и минимальная на уклоне. Поэтому какая-либо передача между валом дизеля и движущими колёсами необходима только при трогании с места и при работе на подъёме; при работе же на равнине и уклоне вал дизеля может быть так или иначе соединён с движущими осями. Исходя из этих положений, Г. С. Сидоров предложил конструкцию передачи, которая при трогании с места и работе на подъёмах позволяет отключать дизель от движущих осей, а при работе на равнине и уклонах сцеплять дизель с движущими осями посредством кулачковой муфты.
Двухтактный четырёхцилиндровый дизель двойного действия расположен наклонно в передней части тепловоза. Внутри рамы, позади дизеля, установлены два цилиндра, поршни которых имеют общие штоки с поршнями внутренних цилиндров дизеля, снаружи рам под будкой машиниста установлены два цилиндра. Общие крейцкопфы внутренних цилиндров дизеля и цилиндров, установленных позади дизеля, через шатуны вращают отбойный вал (расположен в середине рамы), который особыми кулачковыми муфтами соединяется с наружными шайбами, связанными с пальцами движущих осей. Цилиндры, расположенные под будкой машиниста, связаны с движущими осями дышлами.
Тепловоз системы Сидорова работает следующим образом. При трогании с места машинист разъединяет отбойный вал от шайб с кривошипами, открывает регулятор и сжатый воздух поступает из запасного резервуара в цилиндры, расположенные позади дизеля. После того как внутренние цилиндры дизеля прогреются, машинист включает подачу топлива к ним и цилиндры дизеля и расположенные позади него работают как дизель-компрессоры высокого давления, заполняя сжатым воздухом запасный резервуар. Когда давление в резервуаре доведено до нормы, машинист ставит распределительный механизм в такое положение, при котором весь воздух, сжимаемый цилиндрами, находящимися за дизелем, поступает а цилиндры и тепловоз трогается с места. Отработавший в задних цилиндрах воздух, имеющий ещё высокое давление, поступает в запасный резервуар продувочного воздуха и в трубопровод, откуда попадает для продувки цилиндров дизеля. Отработавшие в цилиндрах дизеля продукты сгорания отводится через конус в дымовую трубу. Цилиндры дизеля охлаждаются водой. Образующийся при этом пар из камеры над дизелем поступает в холодильник, расположенный в передней части тепловоза, в котором отдаёт тепло проходящему по трубам воздуху, всасываемому конусом. Образовавшийся конденсат по трубопроводу стекает обратно в камеру над дизелем. При достижении необходимой скорости движения машинист включает кулачковую муфту, и дизель начинает вращать движущие оси. Серьезным затруднением при конструировании тепловоза было создание муфт, которые позволяли бы соединять и разъединять шатуны машин от тягового вала. Сложной была и общая компоновка тепловоза.
Техническая секция Научно-технического комитета, неоднократно рассматривавшая проект тепловоза системы Сидорова, в своём решении от 29 октября 1928 г. признала конструктивную разработку проекта преждевременной и вместе с тем сочла желательной экспериментальную проверку рациональности цикла Сидорова в лабораторно-заводских условиях параллельно с намеченными аналогичными испытаниями циклов Ядова, Мазинга и ГОМЗ.

### Тепловоз Тринклера (1925 — 28 гг.)
Конструктор Сормовского завода Г. В. Тринклер предложил проект тепловоза, имеющего с каждой стороны рамы по два рабочих цилиндра,
поршни которых сообщают движение особому укрепленному на раме балансиру. От этого балансира движение шатуном передаётся прямо на спарники. Благодаря такому непосредственному действию главного двигателя на оси без передачи гарантировано высокое значение коэффициента полезного действия.
Главный двигатель может начать работать только при известном числе оборотов, когда тепловоз уже разовьет определенную скорость, Поэтому для разгона тепловоза служит вспомогательный агрегат, состоящий на быстроходного двигателя, вращающего электрический генератор, который питает током электродвигатель. соединенный зубчатой передачей и шатуном с осями тепловоза. По достижении поездом скорости около 10 км/ч главный двигатель начинает работать самостоятельно, после чего вспомогательный агрегат может работать вхолостую, развивая некоторую работу, увеличивая тем самым общую мощность тепловоза, или вообще остановлен.
Работа вспомогательного двигателя связана с потерей энергии (20 — 25 %) в передаче, но на общий расход топлива это мало влияет, так как агрегат работает непродолжительное время.
Тепловоз Г. В. Тринклера не содержал неосуществимых элементов, а также неправильных принципиальных решений. Несмотря на это проект был признан сложным и не был осуществлён.

### Тепловоз Максимова (1927 г.)
Сжатый до 35 атм воздух из компрессора, установленного на раме тепловоза, поступает по трубе во внутреннюю полость резервуара с двойными стенками. Наружная полость резервуара обогревается отработавшими газами, поступающими по трубе от дизель-компрессора и по двум трубам от главной машины и уходящими затем наружу. Горячий сжатый воздух из резервуара по трубе через регулирующий клапан, трубу и золотники поступает в камеры сгорания двухцилиндровых двухтактных двигателей двойного действия с мотылями, расположенными под углом 90°. Цилиндры двигателя снабжены выпускными клапанами, форсунками и калоризаторами. Для охлаждения циркуляционной воды по концам тепловоза установлены радиаторы.
Перед пуском тепловоза в ход разогревают калоризаторы, открывают регулирующий клапан и сжатый воздух из резервуара с двойными стенками подаётся в камеру сгорания одного из цилиндров двигателя, поршень которого стоит вблизи мертвой точки. Затем в камеру сгорания
подаётся нефть, которая, попадая на разогретый калоризатор, воспламеняется и обеспечивает рабочий ход поршня под нагрузкой.Когда первый цилиндр даст вспышку, нефть подается в следующий цилиндр,обеспечивая и его рабочий ход, таким образом коленвал выводится из мертвых точек,и двигатель  запускается. Следующим ходом поршень выталкивает продукты сгорания.
В конце этого хода камеры сгорания снова заряжаются сжатым воздухом из резервуара с двойными стенками. Таким образом, двигатель работает по двухтактному циклу без хода сжатия, но с ходом выпуска. Когда тепловоз придёт в движение, пускают дизель-компрессоры, подающие воздух в резервуар с двойными стенками, в который также добавляются отработавшие газы, благодаря чему воздух нагревается до 800°С и в дальнейшем процесс в двигателях тепловоза может протекать по циклу дизеля без сжатия, но с выталкиванием; ход сжатия выполняется
дизель-компрессором. Регулирующим клапаном изменяют количество воздуха, поступающего в камеру сгорания. а регулятором нефтяного насоса — количество нефти. Специальной рукояткой газораспределитель переставляется на передний или задний ход. Двигатели приводят в движение коленчатые оси, соединённые дышлами со средней движущей осью.
Техническая секция НТК от 24 февраля 1928 г. признала, что рабочая машина тепловоза, предлагаемого Максимовым, представляет собой разделенный двигатель внутреннего сгорания, и при надлежащем конструктивном исполнении может представить интерес. Поэтому секция считала целесообразным дать возможность Максимову закончить разработку проекта применительно к паровозу серии Уу и после рассмотрения проекта решить вопрос о постройке опытного тепловоза. Однако проект разработан не был и опытный локомотив не был построен.

### Тепловоз Юровского (1933 г.)
Основная идея этого проекта заключается в том, что часть цилиндров дизеля, расположенного на раме тепловоза, через балансиры связана с его осями, а остальные подают воздух в ресивер, причём кривошипы движущих колёс насажены под углом 90°.
Наибольший интерес в этом проекте представляет схема двигателя. В цилиндре двухтактного дизеля воздух сжимается до 45 атм, причем 50 % сжатого до такого давления воздуха через клапан выталкивается в ресивер. После закрытия клапана и подачи топлива в цилиндре происходит воспламенение и начинается рабочий ход. В конце рабочего хода газы удаляются продувочным воздухом и цикл повторяется.
Сжатый воздух из ресивера через другой клапан поступает в тяговые цилиндры, после чего через форсунку туда подаётся топливо, происходит вспышка, начинается рабочий ход и движение тепловоза. После расширения продукты сгорания удаляются сначала через выпускные окна (свободный выпуск), а затем (после закрытия окон) через выпускные клапаны. Такой способвыпуска облегчает работу выпускного клапана, так как через него проходят газы, имеющие невысокую температуру. Остаток продуктов горения подвергается некоторому сжатию и затем цикл протекает в том же порядке. Впускной клапан н форсунка управляются особым механизмом, позволяющим изменять степени наполнения и соответственно этому количественную подачу топлива так, чтобы сгорание происходило при постоянном избытке воздуха.
При постоянном числе оборотов вала двигателя и подаче воздуха цилиндром степень наполнения тягового цилиндра воздухом, в также и объём газов в конце горения будут изменяться обратно пропорционально скорости тепловоза. то есть получается тяговая характеристика, аналогичная паровозной.
Намечалось подвергнуть опытной проверке клапан для отбора сжатого воздуха, после чего можно было бы произвести практическую оценку предложенной схемы путём изготовления опытного образца тепловоза. Эти работы не были выполнены.

### Тепловоз Хлебникова (1932—1945 гг.)
Г. К. Хлебников считал, что тепловозный тяговый двигатель должен иметь камеру сжатия переменного объёма, что обеспечит горение топлива при различных оборотах и любом тепловом состоянии двигателя. Для подтверждении этого предположения Хлебников в 1937—1940 гг. в Научно-исследовательском институте НКПС провёл эксперименты над двухцилиндровым двухтактным двигателем, снабжённым спроектированной им камерой сжатия переменного объёма, запальным устройством и верхним наддувом. Изучение работы этого двигателя позволило сделать ряд выводов.
Воспламенение топлива в тяговом двигателе в момент трогання поезда и в периоды работы на малых скоростях при разгоне возможно только от специального запального устройства. Однако искусственное зажигание при высоком давлении сжатия приводит к чрезмерному давлению
вспышек (120—150 атм), снизить которое можно путём уменьшения давления сжатия. Но в этом случае падает экономичность двигателя, из-за чего допускать работу с пониженным давлением сжатия можно только кратковременно. т. е в период трогання и разгона. Остальное же время двигатель должен работать по принципу высокого сжатия.
На основании экспериментального материала, полученного при исследовании тягового двигателя с камерой сжатия переменного объёма, был разработан технический проект тепловоза непосредственного действия.
При разработке проекта были использованы рама, ходовая часть н движущие части машины теплопаровоза системы Луганского завода. Тяговый двигатель внутреннего сгорания с камерой сжатия переменного объёма, противоположно движущимися поршнями и прямоточной продувкой должен был работать по двухтактному процессу при расширении газов только во внутренних полостях; внешние полости цилиндров используются для приготовлении продувочного и наддувочного воздуха давлением до 3 атм. Усилия от действии газов передаются движущим колёсам через отбойные валы. Для улучшения отвода тепла от поршней головки их заполнены маслом. Масло, воспринимая тепло от головки поршня, передаёт его через поршневые кольца цилиндровой втулке, охлаждаемой водой.
Тяговый двигатель тепловоза при трогании с места и разгоне поезда работает по принципу низкого сжатия с зажиганием топлива от электрического запальника. При этом клапаном с поршневым приводом открывается дополнительная камера, в которой расположены запальник и пусковая форсунка. Однако из-за ограниченных габаритов для подвижного состава было
затруднительно создать выгодную форму камеры. При увеличенной камере сжатия давление в конце сжатия равно 16,3 кг/см2 и расчётное давление вспышки — 36,5 кг/см2. Среднее индикаторное давление, отнесенное ко всему ходу поршня, необходимое для обеспечения наибольшей силы тяги в мощном тепловозе, достигает 13,5 кг/см2. Этим определялась степень наддува, примерно равная 75 — 76 %.
Таким образом, при добавлении 75 % воздуха к основному воздуху. подаваемому в период продувки, будут обеспечиваться трогание и разгон состава до скорости 10 — 15 км/ч, при которой уже происходит самовоспламенение топлива и нормальный рабочий процесс дизеля. При этом для получения высоких значений среднего индикаторного давления (до 12 кг/см2) в проекте предусматривается наддув при давлении 1,5 атм. Чтобы получить большой крутящий момент в очень широком диапазоне изменения скоростного режима двигателя, необходимо хорошее распыливание топлива. Поэтому был выбран топливный насос, в котором нагнетательный ход плунжера происходит под действием пружины. Применение такого принципа обеспечивает одинаковое качество распыла при любой угловой скорости кулачкового валика топливного насоса.
На раме тепловоза намечалось установить вспомогательный дизель-компрессор высокого давления с использованием дизеля типа 1Д12, а котором половина цилиндров работает в качестве двигателя, а остальные — в качестве компрессора, причём в четырёх цилиндрах воздух сжимается до 8 атм, а в двух до 70 атм. Система управления тепловоза выполнена аналогично системе управления теплопаровозом Луганского завода типа 1-4-1 путём воздействия через кулачковый механизм на период открытия наддувочного клапана и на подачу топливных насосов. Золотниковый механизм используется для управления фазами распределения продувочным насосом в задних полостях рабочих цилиндров и для управления открытием наддувочных клапанов при трогании с места
Проект тепловоза Г. К. Хлебникова получил благоприятные отзывы и заключения и был передан Луганскому заводу для разработки отдельных узлов, в частности камеры сжатия переменного объёма. Однако проект остался незавершенным.

### Тепловоз Майзеля (1945 г.)
При создании тепловоза непосредственного действия большой проблемой был вопрос пуска дизеля и разгон поезда, что требовало постановки на раму тепловоза вспомогательного дизель-компрессора мощностью, равной 40 — 50 % мощности главного дизеля. При старых типах дизель-компрессоров такая вспомогательная установка получалась настолько сложной и дорогой, что по существу сводила на нет преимущества тепловоза непосредственного действия. Одной из попыток обойти это затруднение является предложение Л. М. Майзеля.
Тепловоз Майзеля состоит из двухтактного дизеля с противоположно движущимися поршнями, свободнопоршневого дизель-компрессора, продувочного насоса и ходовой части. Дизель-компрессор предназначен для подачи воздуха в тяговую машину при трогании и разгоне тепловоза до момента появления вспышки в тяговом двигателе, а также для верхнего наддува тягового двигателя при больших нагрузках и привода вспомогательных агрегатов. На тепловозе предполагалось установить два одинаковых дизель-компрессора общей производительностью 78 м3/мин.
Поршневая группа дизель-компрессора состоит из трёх соединенных в одно целое поршней: дизельного и двух компрессорных (первой н второй ступеней). Движение системы поршней происходит в результате сгорания топлива в дизельном цилиндре. Цилиндр первой ступени компрессора работает как продувочный насос дизельного цилиндра.
Дизель-компрессор пускается сжатым до 22 атм воздухом из баллонов объёмом 400 л, куда он нагнетается основным дизель-компрессором.
Цилиндры тягового двигателя расположены горизонтально по два с каждой стороны тепловоза, одни над другим. Усилия от поршней передаются через шатун и систему дышал на тяговые валы. Двигатель имеет два вида питания: сжатым воздухом от дизель-компрессора и жидким топливом. Питание сжатым воздухом осуществляется через специальный воздушный клапан. Жидкое топливо подаётся в цилиндры газовым толкателем. Поршень толкателя, на который давят газы из камеры сжатия двигателя, связан с плунжером, подающим топливо в цилиндр.
Работа тепловоза протекает следующим образом. Вначале сжатым воздухом из баллонов пускается дизель-компрессор, который через подогреватель подаёт воздух в главный ресивер. Форсунка подогревателя включается сразу же после получения первых порций сжатого воздуха; температура подогрева регулируется изменением подачи топлива. Давление в главном ресивере контролируется по манометру, установленному на посту машиниста. Когда оно достигнет 20 — 21 атм, тепловоз может быть приведен в движение.
Для этого машинист устанавливает реверс в нужное положение и открывает воздушный регулятор; воздух через воздушные клапаны поступает в цилиндры тягового двигателя н разводит поршни, которые через шатуны, качалки дышла и отбойный вал передают движение спарникам колёс тепловоза. Разгон поезда массой 1700 т на подъёме 5 ‰ обеспечивается до скорости 12 км/ч, когда происходит вспышка в цилиндрах н начинает работать тяговый двигатель. Для подачи топлива к тяговому двигателю переводят дизельный регулятор в соответствующее положение. При этом в работу включаются газовые толкатели, которые подают топливо в цилиндры при нахождении поршней вблизи внутренней мёртвой точки. После того как в цилиндре произойдет вспышка топлива, при помощи воздушного клапана осуществляется переход на работу двигателя
с наддувом. Продувочные насосы, связанные с движущими частями тягового двигателя, включаются дизельным регулятором, подают продувочный воздух только тогда, когда тяговый двигатель работает на топливе, — в других случаях они работают вхолостую.
При движении тепловоза под уклон при помощи регулятора продувочный воздух направляется в атмосферу, и подача топлива прекращается.
Проект тепловоза Майзеля был подробно рассмотрен на техническом совещании при тепловозном
отделении ЦНИИ МПС 22 марта 1945 г., а затем на НТС МПС и было принято решение выдать заказ Луганскому заводу на разработку отдельных узлов этого тепловоза.
Однако в последующем ни опытная проверка узлов, ни постройка опытного образца не были осуществлены. Главной причиной этого было то, что в этот период ещё не имелось отработанной конструкции свободнопоршневого компрессора.